# 班沙尔边墙
班沙尔边墙，位于中国青海省湟中县甘河滩镇上营村，为第八批青海省文物保护单位，公布日期为2008年4月10日，类型为古遗址。
班沙尔边墙的历史年代为明。